# Фріц Вагнер
Фрідріх «Фріц» Вагнер (нім. Friedrich "Fritz" Wagner, 21 грудня 1913 — дата смерті невідома) — швейцарський футболіст, що грав на позиції нападника, зокрема за клуб «Грассгоппер», а також національну збірну Швейцарії.
Дворазовий чемпіон Швейцарії. Дворазовий володар кубка Швейцарії.

## Клубна кар'єра
У футболі дебютував 1932 року виступами за команду «Ла Шо-де-Фон», кольори якої захищав протягом п'яти років.
З 1936 року протягом трьох сезонів захищав кольори «Грассгоппера». За цей час став дворазовим чемпіоном Швейцарії.
1940 року повернувся до лав «Ла Шо-де-Фон». Пізніше грав за «Санкт-Галлен» як мінімум до сезону 1946/47.

## Виступи за збірну
1936 року дебютував в офіційних матчах у складі національної збірної Швейцарії. Протягом кар'єри у національній команді, яка тривала 3 роки, провів у її формі 8 матчів, забивши 2 голи.
Був присутній в заявці збірної на чемпіонаті світу 1938 року у Франції, але на поле не виходив.

## Статистика виступів

### Статистика виступів в чемпіонаті
Виступи у вищому дивізіоні чемпіонату Швейцарії, починаючи з сезону 1933/34.
| Сезон   | Клуб         | Ліга                | Матчі | Голи | Місце |
| ------- | ------------ | ------------------- | ----- | ---- | ----- |
| 1934/35 | Ла-Шо-де-Фон | Чемпіонат Швейцарії | 26    | 11   | 10    |
| 1935/36 | Ла-Шо-де-Фон | Чемпіонат Швейцарії | 24    | 10   | 12    |
| 1936/37 | Грассгоппер  | Чемпіонат Швейцарії | 17    | 9    | 1     |
| 1937/38 | Грассгоппер  | Чемпіонат Швейцарії | 22    | 9    | 2     |
| 1938/39 | Грассгоппер  | Чемпіонат Швейцарії | 4     | 0    | 1     |
| 1938/39 | Ла-Шо-де-Фон | Чемпіонат Швейцарії | 11    | 7    | 7     |
| 1939/40 | Ла-Шо-де-Фон | Чемпіонат Швейцарії | 19    | 16   | 7     |
| 1940/41 | Ла-Шо-де-Фон | Чемпіонат Швейцарії | 21    | 14   | 11    |
| 1941/42 | Санкт-Галлен | Чемпіонат Швейцарії | 26    | 15   | 8     |
| 1942/43 | Санкт-Галлен | Чемпіонат Швейцарії | 24    | 6    | 8     |
| 1943/44 | Санкт-Галлен | Чемпіонат Швейцарії | 22    | 4    | 12    |
| 1944/45 | Санкт-Галлен | Чемпіонат Швейцарії | 18    | 5    | 14    |
| РАЗОМ   |              |                     | 224   | 106  |       |

### Статистика виступів у Кубку Мітропи
| №                      | Розіграш               | Стадія                 | Дата та місце проведення | Команда 1              | Рахунок | Команда 2        | Голи |
| ---------------------- | ---------------------- | ---------------------- | ------------------------ | ---------------------- | ------- | ---------------- | ---- |
| 1                      | 1936                   | квал.                  | 07.06.1936, Відень       | Аустрія (Відень)       | 3:1     | Грассгоппер      |      |
| 2                      | 1936                   | квал.                  | 14.06.1936, Цюрих        | Грассгоппер            | 1:1     | Аустрія (Відень) |      |
| 3                      | 1937                   | 1/8                    | 13.06.1937, Цюрих        | Грассгоппер            | 4:3     | Простейов        |      |
| 4                      | 1937                   | 1/4                    | 11.04.1937, Цюрих        | Грассгоппер            | 3:2     | Лаціо            |      |
| Всього в Кубку Мітропи | Всього в Кубку Мітропи | Всього в Кубку Мітропи | Всього в Кубку Мітропи   | Всього в Кубку Мітропи | 4       |                  | 0    |

## Титули і досягнення
- Чемпіон Швейцарії (2):

«Грассгоппер»: 1936–1937, 1938–1939
- Володар кубка Швейцарії (2):

«Грассгоппер»: 1937, 1938